# Kenneth McClintock
Kenneth Davison McClintock Hernández (19 de enero de 1957) es un abogado y político puertorriqueño de origen británico. Fue el vigésimo segundo Secretario de Estado de Puerto Rico, luego de haberse desempeñado desde 2005 al 2008 como el decimotercer Presidente del Senado de Puerto Rico.

## Biografía
Nació en 1957 en Londres, Inglaterra, el Secretario de Estado Kenneth McClintock Hernández es hijo de un arquitecto de Texas y de una profesora de Ponce, Puerto Rico, ya fallecidos.

## Formación académica
En 1971, a los 14 años de edad, fue designado, por el entonces Presidente de los Estados Unidos, Richard Nixon, delegado a la Conferencia sobre Juventud de la Casa Blanca. En 1978, a la edad de 21 años, fue designado por el presidente Jimmy Carter al Comité Asesor Nacional sobre Justicia Juvenil y Prevención de Delincuencia. En 1980 obtuvo su grado Juris Doctor de la Universidad Tulane, en Nueva Orleans, Louisiana, luego de tres (3) años de estudios sub-graduados con concentración en Finanzas de la Universidad de Puerto Rico (UPR), Recinto de Río Piedras, después de graduarse de la University High School (UHS) de la UPR.

## Comienzo y desempeño en el Servicio Público
McClintock fue un miembro de organizaciones juveniles pro estadidad desde los 13 años de edad en 1970. En 1979, fundó la Asociación de Estudiantes Estadistas en los Estados Unidos. Obtuvo su primer puesto electivo en 1990, como miembro de la Asamblea Municipal de San Juan. En 1992, fue nominado y electo a servir el primero de cuatro términos como senador por Acumulación. Durante su último cuatrienio en el Senado, se desempeñó como 13er Presidente del Senado de Puerto Rico. Durante su extensa carrera legislativa, guiada por su lema “buenas ideas no tienen color”, fue autor de sobre 1,200 proyectos de ley, de las cuales más de 160 fueron promulgadas como ley. Estas incluyen la Ley de Telecomunicaciones de Puerto Rico, la Ley de Digitalización del Gobierno de Puerto Rico, y la Ley de Medición Informática. Además, McClintock fue autor de la Ley que creó el Programa de Internados Congresionales Córdova-Fernós. Este programa ha enviado a más de 550 estudiantes universitarios puertorriqueños a trabajar como internos durante un semestre con miembros del Congreso de los Estados Unidos. También ayudó a redactar la mayor parte de la legislación energética vigente en Puerto Rico.
En 1999, McClintock fue elegido como primer Presidente Hispano del Concilio de Gobiernos Estatales (CSG). Esta organización representa a las tres ramas de gobierno de todos los estados y territorios de los Estados Unidos. En el 2000, fue segundo presidente de la Conferencia Parlamentaria de las Américas (COPA), que representa a todas las legislaturas nacionales y subnacionales del Hemisferio Occidental.
Actualmente continúa activo en varias organizaciones a nivel nacional, incluyendo la Asociación Nacional de Vicegobernadores (NLGA), la Asociación Nacional de Secretarios de Estado (NASS), el Concilio nacional de La Raza, y LULAC.